# 201 (číslo)
Dvě stě jedna je přirozené číslo, které následuje po čísle dvě stě a předchází číslu dvě stě dva. Římskými číslicemi se zapisuje CCI a řeckými číslicemi σα.

## Matematika
201 je:
- Poloprvočíslo
- Deficientní číslo
- Nešťastné číslo
- Příznivé číslo

## Chemie
- 201 je nukleonové číslo třetího nejméně běžného izotopu rtuti.[1]

## Astronomie
- (201) Penelope je planetka hlavního pásu, kterou objevil v roce 1879 Johann Palisa.
- NGC 201 je spirální galaxie v souhvězdí Velryby.

## Doprava
- Silnice II/201 je česká silnice II. třídy vedoucí na trase Německo – Broumov – Planá – Konstantinovy Lázně – Krsy – Manětín – Kralovice – Zvíkovec peáž s II/233 Malé Slabce – Roztoky – Zbečno – Unhošť – Jeneč.[2]

## Roky
- 201
- 201 př. n. l.